# Gottlieb Bindesbøll
Michael Gottlieb Birckner Bindesbøll (5. september 1800 i Ledøje – 14. juli 1856 på Frederiksberg) var en dansk arkitekt. Han var far til Thorvald Bindesbøll og bror til Severin Claudius Wilken Bindesbøll. Bindesbøll indtager en unik rolle i dansk arkitekturhistorie, idet han allerede ved begyndelsen af den historicistiske periode anviste andre mulige veje for dansk arkitektur, der ikke var præget af stilefterligning. Hans værker – særligt de uformelle villaer – har en selvstændighed, der peger frem mod nationalromantikken og endda frem mod den moderne arkitektur, men hans tidlige død satte en stopper for den indflydelse, han ellers kunne have haft på resten af 1800-tallet. Bindesbølls stokbebyggelse Lægeforeningens Boliger er optaget i Kulturkanonen, og hovedpartens af hans værker er blevet fredet.

## Opvækst og karriere
Han blev født i Ledøje Præstegård. Han var en livlig og opvakt dreng, praktisk anlagt, men uden sans for boglige sysler, hvorfor han efter sin konfirmation blev sat i lære hos møllebygger Jørgensen i København. Han blev svend og arbejdede som sådan i et par år, indtil han ved Jonas Collins foranledning i 1820 blev sendt til Stockholm for at aftegne en korntørringsmaskine, hvorom han senere skrev en lille afhandling. Hans interesse for fysik og matematik havde imidlertid henledt H.C. Ørsteds opmærksomhed på ham, og med ham foretog han 1822-1823 en rejse gennem Tyskland og Frankrig.
Længe havde lysten til at blive arkitekt gæret i ham, og efter at have set en del kunst på denne rejse og hørt adskilligt om Pompeji af den tyske arkitekt Franz Christian Gau og tillige nået en større åndelig modenhed og fyldigere kundskaber begyndte han efter sin hjemkomst at besøge Kunstakademiet, som han gennemgik, og hvis medaljer han erhvervede 1824-1833, mens han samtidig arbejdede som konduktør for bygningsinspektørerne Koch og Hornbech.
Ved Akademiet følte han særlig interesse for Høyens forelæsninger og Freunds undervisning. Opgaven til den store guldmedalje var "en luthersk Hovedkirke", som han løste i rig gotisk stil, noget nyt, som vakte både opsigt og modstand. Han fik akademiets store stipendium og rejste 1834 til syden, hvor han i fire år gjorde flittige og omfattende studier i Grækenland og Italien. Hjemkommen 1838 blev han straks agreeret og fik 1839 som opgave til sit receptionsarbejde "et Amfitheater i antik Stil, rummende 1500 Tilskuere", som han for øvrigt først fik indleveret 1847, da årene 1839-1847 benyttedes til opførelsen af Thorvaldsens Museum og en del private arbejder.
Han var imidlertid blevet udnævnt til bygningsinspektør i Holsten, tiltrådte embedet 1847, blev 1849 bygningsinspektør i Jylland med bopæl i Aarhus og endelig 1851 i København. Han blev titulær professor 1853 og professor ved Akademiet 1856. Han døde 14. juli 1856 og blev begravet på Frederiksberg Ældre Kirkegård.
Han blev i 1845 gift med Andrea Frederikke Andersen, med hvem han fik en søn, arkitekt Thorvald Bindesbøll og to døtre. Hun var en datter af seminarielærer Rasmus Andersen.
Der findes bl.a. en tegning af Bindesbøll udført 1849 af Constantin Hansen (på Frederiksborgmuseet), et maleri af samme fra 1849 (på Thorvaldsens Museum), yderligere et posthumt maleri af samme fra 1867 (i Den Hirschsprungske Samling) og et oliemaleri af arkitekten udført 1834 (?) af Wilhelm Marstrand (på Statens Museum for Kunst).

## Thorvaldsens Museum
Thorvaldsens Museum er Bindesbølls hovedværk og periodens selvstændigste moderne bygningsværk i Danmark. Bindesbøll havde allerede i Rom gjort skitser dertil efter samråd med Thorvaldsen, og det er af stor interesse i Kunstakademiets samling af Bindesbølls arkitektoniske udkast at iagttage, hvorledes tanken stadig udvikles fra et almindeligt græsk tempelanlæg til den originale bygning, København er så lykkelig
at eje, enestående i sin storslåede simpelhed og i sin geniale løsning af den vanskelige opgave at være et monument over kunstnerens grav og samtidig et museum for hans værker. Stilen er ren græsk, opfattelsen i høj grad personlig; der er ikke set gennem fremmede briller, men åringers ihærdige studier af den græske bygningskunsts forskelligartede værker have således befrugtet kunstnerens fantasi og tankegang, at han har følt sig som hjemme i det fremmede land og har formået at tale det fremmede sprog som en indfødt. Kun skulle bygningen ikke ligge i København; i selve Grækenland hører den til.
Der ville dens harmoniske farver komme til deres egentlige ret, der ville overgangen fra
dagens larm og arbejde til dødens stilhed og fred være af langt mere betagende virkning end her i det tågede Norden. Det arkitektonisk nye ved Thorvaldsens Museum er i første række farvens anvendelse; Bindesbøll har her set adskillig videre ind i fremtiden end hans samtid,
og netop denne forståelse af farven som en magt i bygningskunsten viser bedst, hvor dybt han var trængt ind i den antike kunstfølelse. I lofternes og gulvenes komposition er der en
rigdom og mangfoldighed, som er overvældende; i konstruktiv henseende er bygningen mønsterværdig.

## Andre arbejder
Ikke alene her, men i mange andre af Bindesbølls arbejder åbenbarer det sig, at han fortrinsvis var en dekorativ begavelse. Derfor lykkes sådanne arbejder ham særlig godt som gravmæler (for eksempel Rasmus Rasks på Assistens og Hans Puggaards på Holmens Kirkegård), piedestaler til statuer, rammer til malerier osv. Også en del møbler har han tegnet, men hvor interessante de end i visse henseender kunne være, skæmmes de for meget af den søgte tarvelighed i formerne og den alt for store magelighed for brugen. Blandt andre resultater af hans dekorative evne kan anføres: Monumentet i Fredericia over de faldne krigere 1849, Monumentet over Frederik VII på Rytterknægten på Bornholm, 1855, udvidelsen af tilskuerpladsen i Det Kongelige Teater, 1855, Solennitetssalen i Københavns Universitet med den antikke bronzedør, 1855, restaureringen af Kronborg Slotskirke, 1838, og det mærkelige, fantasirige projekt til et nyt Zoologisk Museum (uudført, se Danmarks Kunstbibliotek), en mangefarvet bygning, oversået med billedrige fremstillinger og prydet med statuer og dyrefigurer i bronze.
Ved siden af denne ualmindelige sans for rigdom i farver gik en mærkelig hang til fattigdom i former. Derfor kan han blive forunderlig tom og bar, næsten uciviliseret, i sin angst for smålighed og overfyldning. Eksempler herpå findes i rigt mål blandt hans udkast, og det har også til dels fundet udtryk i hans receptionsarbejde, som i det hele taget hører til hans svagere arbejder i sin færdige skikkelse, hvorimod studierne dertil viser, at han under udarbejdelsen har været inde på andre, rigere planer. Fremdeles i hans projekt til et universitetsbibliotek, 1853, Ting- og Arresthuset på Blegdamsvej, 1847, og Landbohøjskolen, 1856.
Karakteristisk for omfanget af Bindesbølls begavelse og hans overlegne blik er det, at han trods sin store forkærlighed for den antikke kunst stod så sjælden fordomsfrit lige over for alle andre stilarter; han kendte ikke til borneret klassificeren, men uddrog af enhver stilart, hvad han fandt skønt og anvendeligt. Han har således benyttet gotiske motiver til Hobro Kirke 1849, rådhuset i Næstved 1856 og det uopførte rådhus i Flensborg; renæssancemotiver til Næstved Løve Apotek 1853, de skånske herregårde Vram Gunnarstorp slot og Marsvinsholm 1854-1856, rådhuset i Thisted 1849 og rådhuset i Stege 1854 og enkelte slesvigske jernbanebygninger; nordiske træmotiver til flere præstegårde og villaer (fx Krathuset og Skovhuset i Ordrup Krat) og til dels til Klampenborg Badeanstalts bygninger med de tækkelige cottager og den ejendommelige koncertsal 1844. Og heller ikke var han bange for at se helt bort fra fordringerne til en bestemt stil, men blot anvende de former, særlig i mursten, som han mente passede bedst til bygningens formål, f.eks. i "Dåreanstalterne" ved Århus 1850, Roskilde 1853 og Vordingborg 1854, arbejderboligerne på Østerfælled 1854, Ting- og Arresthuset i Odense 1856 og det ikke udførte Projekt til Vridsløselille Straffeanstalt osv.
Da der udgik indbydelse til en konkurrence om tegninger til en bygning for Universitetsbiblioteket, indsendte Bindesbøll et projekt i rig venetiansk renæssancestil, som blev præmieret, men ikke fulgt ved opførelsen; dette Bindesbølls sidste store arbejde var af grandios virkning, men tegningen er på en ubegribelig måde forsvundet.
Bindesbøll var som menneske en kraftig, livfuld natur, elsket og beundret af sine venner, frygtet af sine modstandere; bred og munter i det selskabelige liv, energisk og flittig ved sit arbejde. Han var personlig og kunstnerisk en af de betydeligste i den Høyenske kreds; han er med sin begavelses geniale frodighed og bisarre forunderlighed vor arkitekturs Grundtvig.
Han blev titulær professor 1853 og Ridder af Dannebrog 1848.

## Portrætter af M.G. Bindesbøll
- Portræt af Ditlev Blunck på Ny Carlsberg Glyptotek
- Portræt af Constantin Hansen fra 1848 på Frederiksborgmuseet
- Portræt af Constantin Hansen fra 1849 på Thorvaldsens Museum
- Posthumt portræt af Constantin Hansen fra 1867 i Den Hirschsprungske Samling
- Portræt af Wilhelm Marstrand fra ca. 1834 på Statens Museum for Kunst
- Portræt af Wilhelm Marstrand fra 1844 på Statens Museum for Kunst
- Portrætteret af Blunck på gruppebillede på Frederiksborgmuseeet (1836)
- Portrætteret af Blunck på gruppebillede på Thorvaldsens Museum (1837)
- Portrætteret af Constantin Hansen på gruppebillede på Statens Museum for Kunst (1837)
- Gipsbuste af F.G. Hertzog på Frederiksborgmuseet
- Litografi fra 1844 efter tegning af Wilhelm Marstrand
- Litografi fra 1859 af I.W. Tegner efter Constantin Hansens maleri fra 1849 på Thorvaldsens Museum
- Træsnit efter samme, tegnet af Carl Bloch og skåret af J.F. Rosenstand (1857)

## Værker
- Thorvaldsens Museum, Slotsholmen, København (1839-48, restaureret 1921-42 under Kaare Klint, fredet 1945)[1]
- Klampenborg Vandkur-, Brønd- og Badeanstalts cottager, kursal, koncertsal m.m., Klampenborg (fra 1844, porthuset, og "Den Røde Cottage" bevaret, fredet 1978 og 1979, resten nedrevet)
- Krathuset, Ordrup (o. 1844, nedrevet)[2]
- Rosendals hovedbygning ved Fakse (1847-49, fredet 1950)
- Københavns Amts Ting- og Arresthus, Blegdamsvej, København (1847-48, sammen med N.S. Nebelong, stærkt ombygget af Carl Thonning)
- Uppåkra Kirke, Skåne (1848-49)
- Gladsaxe Præstegård (1849, nedbrændt og genopført)
- Skovhuset, Vejle (1849)[3]
- Skole i Randers (1850)
- Bispegården, Øster Allé 2, Nykøbing Falster (1850, fredet 1977)
- Hobro Kirke (1850-52)[4]
- Kurhuset, Sct. Hans Hospital, Roskilde (1851, fredet 1944)[5]
- Jydske Asyl, sindssygehospital ved Århus (oprindelig plan af Frederik Ferdinand Friis omarbejdet af Bindesbøll, 1861 udvidet)
- Grundtvigs Pavillion, Rønnebæksholm (1852, fredet 1938)
- Rørvig Kirkes tårn (1852-53)
- Råd-, Ting- og Arresthuset, Store Torv, Thisted (1853, fredet 1978)
- Slesvigske Jernbanes stationsbygninger: Flensborg Banegård (nedrevet 1883), Tønning Banegård (nedrevet, godsbanegården findes stadig), Rendsborg Banegård (nedrevet), Husum Banegård (taget ud af brug, men findes ved Tunnelweg), Byttel Station (nedrevet), Klosterkro Station (nedrevet), Svesing Station m.fl., Sydslesvig (1853-54)
- Det gamle Rådhus, Storegade 39, Stege (1853-54, fredet 1971)[6]
- Lægeforeningens Boliger (Brumleby), Østerbrogade 57, København (første blokke, inspektørboligen 1853-57, fra 1867 udvidet af Vilhelm Klein, fredet, optaget i Kulturkanonen)[7][8]
- Hother Hages gård, Møn (1854)
- Villa Sollie for jernbanedirektør, justitsråd Chr. M. Poulsen, Meisenstraße 15a, Flensborg (1855-56, have oprindeligt af H.A. Flindt, bomberamt 1942, stærkt ombygget)[9]
- Brocks landsted, Taarbæk Strandvej, Taarbæk (1855)
- Det gamle Rådhus, Hjultorvet 2, Næstved (1855-56, fredet 1959)[10]
- Oringe Sindssygehospital, Færgegårdsvej 15, Oringe, Vordingborg (1857, fredet 1945)[11]
- Kongemindet, Rytterknægten, Bornholm (1856, forhøjet af Thorvald Bindesbøll 1899)
- Lægeboligen, Skovvej 6, Skælskør (1856, privat bolig)
- Den Kongelige Veterinær- og Landbohøjskole, Bülowsvej 13, Frederiksberg. (1856-58, hovedbygning og to sidelænger, senere stærkt udvidet ved J.E. Gnudtzmann, fredet 1950, smedje nedrevet 1977)[12]

### Restaureringer og ombygninger
- Vram Gunnarstorp slot, Skåne (1854-56)
- Det Kongelige Teaters tilskuerpladser (1855, nedrevet 1874)
- Københavns Universitets festsal (1856)[13]

### Gravmonumenter mm.
- Rasmus Rasks gravsten, Assistens Kirkegård (1841)
- Ordning af Frue Plads (1849-52)
- Krigergraven i Fredericia (1850-52)
- Løjtnant Osvald Marstrands gravsten, Assistens Kirkegård (1850)
- Fru Marie Lehmanns gravsten (1851)
- Politiassessor Smiths gravsten (1855)
- Professor P.O. Brøndsteds gravsten, Assistens Kirkegård (1856)
- Hans og Bolette Puggaards gravsten, Holmens Kirkegård

### Projekter
- Thorvaldsens arbejdsværelse, Nysø (1840)
- Observatorium i København (1843-44)
- Hotel, Sankt Annæ Plads (1844)
- Zoologisk Museum (1844)
- Universitetsbiblioteket, Krystalgade (1853)[13]
- Kirke uden tårn på en af småøerne (1845)
- Odeon, for Musikforeningen (1846)
- Præstebolig på landet, typetegninger for Kultusministeriet (1849)
- Rådhus på Samsø (1851)
- Projekt til bispegård for D.G. Monrad (1851)
- Flensborg Rådhus (1852)
- Forbedringshus i Vridsløse (1854)
- Latinskole i Rønne (1856)
- Grafik i Kobberstiksamlingen